# 鹿見塚神社
鹿見塚神社（ししみづかじんじゃ）は東京都江戸川区の神社。

## 歴史
創建年代は不明である。鹿島神宮の鹿島大神が大和国に赴く途上、神鹿がこの地で斃れたので塚を作って葬ったのが起源である。その塚が「鹿見塚」であり、「鹿骨」という地名の由来となっている。境内には「鹿骨発祥の地、鹿見塚」の碑がある。この鹿見塚は、古墳という説もある。
1973年（昭和48年）、瓦葺檜造りの社殿が新築された。

## 交通アクセス
- 篠崎駅より徒歩9分。